# Petrobunus torosus
Espèce
Petrobunus torosus est une espèce d'opilions laniatores de la famille des Petrobunidae.

## Distribution
Cette espèce est endémique de Palawan aux Philippines. Elle se rencontre vers Sabang.

## Description
Le mâle holotype mesure 1,52 mm et la femelle paratype 1,50 mm.

## Systématique et taxinomie
Cette espèce a été décrite par Sharma et Giribet en 2011.

## Publication originale
- (en) Sharma et Giribet, « The evolutionary and biogeographic history of the armoured harvestmen – Laniatores phylogeny based on ten molecular markers, with the description of two new families of Opiliones (Arachnida) », Invertebrate Systematics, vol. 25, no 2,‎ 2011, p. 106-142